# Komet LINEAR-NEAT 5
Komet LINEAR-NEAT 5 ali 224P/LINEAR-NEAT ali   je periodični komet z obhodno dobo okoli 6,1 let.

 Komet pripada Jupitrovi družini kometov .